# Koenigsegg Agera R
Koenigsegg Agera R – hipersamochód skonstruowany i zaprezentowany w 2011 r. na Geneva Motor Show przez szwedzką markę Koenigsegg. Jest to zmodyfikowana wersja modelu Agera. Do napędu użyto jednostki V8 90° 5,0 l (5032 cm³) 32V (32 zawory) DOHC Twin-turbo (2 turbosprężarki), generującą moc maksymalną 1115 KM. Pojemność baku wynosi 80 l. Przyspieszenie 0-100 km/h trwa ok. 2,9 s. Prawdopodobna prędkość maksymalna, podawana przez producenta wynosi 420 km/h. Typ nadwozia to 2-drzwiowe coupé. Poprzednikiem był Koenigsegg CCXR Edition.
Wynik Koenigsegg Agera R w przyspieszeniu od 0-300 km/h wynosi 14,53 s, wynik ten trafił do Księgi Guinnessa.
Koenigsegg Agera R sprzedawany jest z bagażnikiem dachowym zaprojektowanym specjalnie dla tego modelu oraz nartami sygnowanymi marką Koenigsegg.

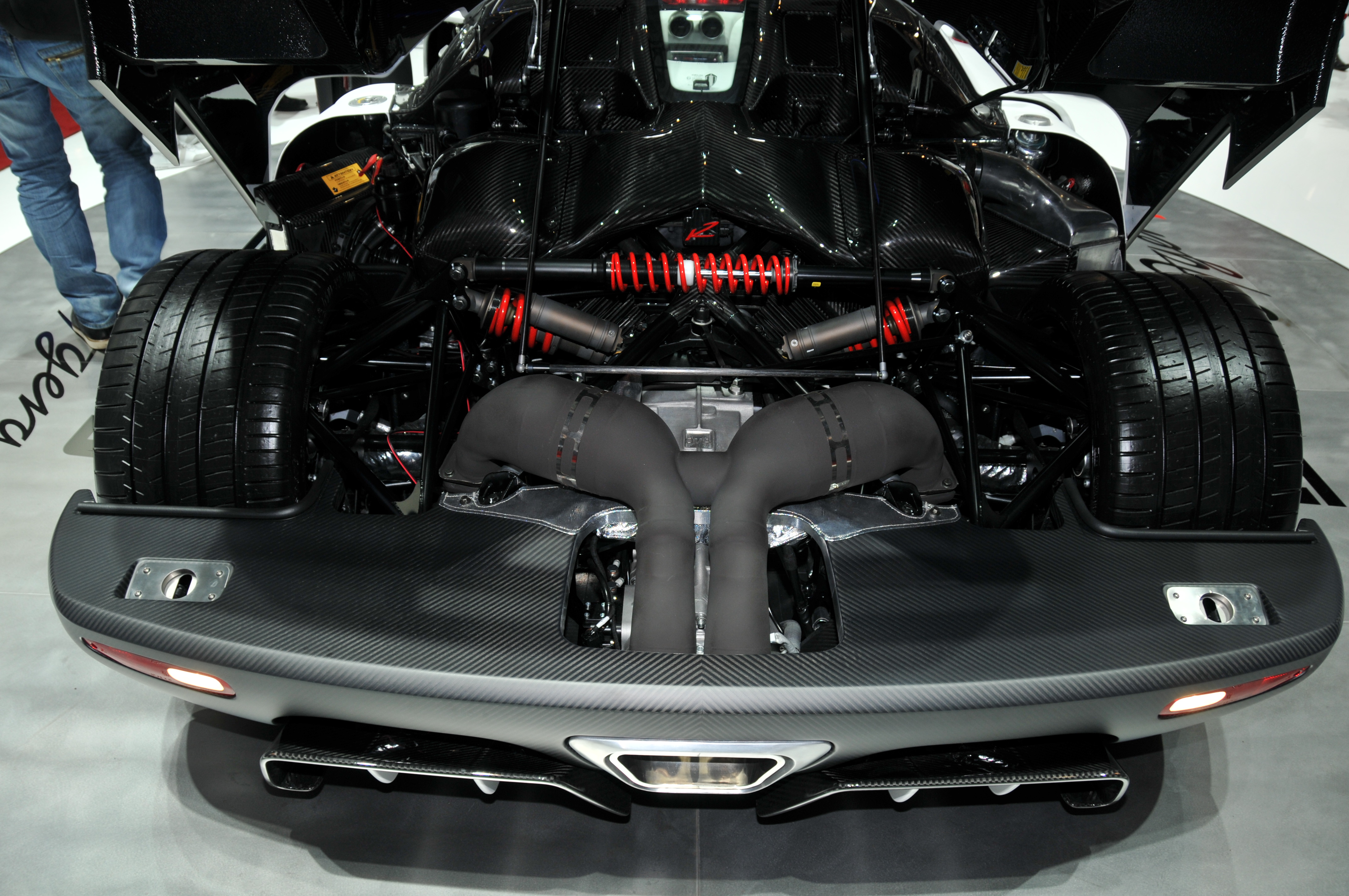
Silnik Koenigsegga Agery R

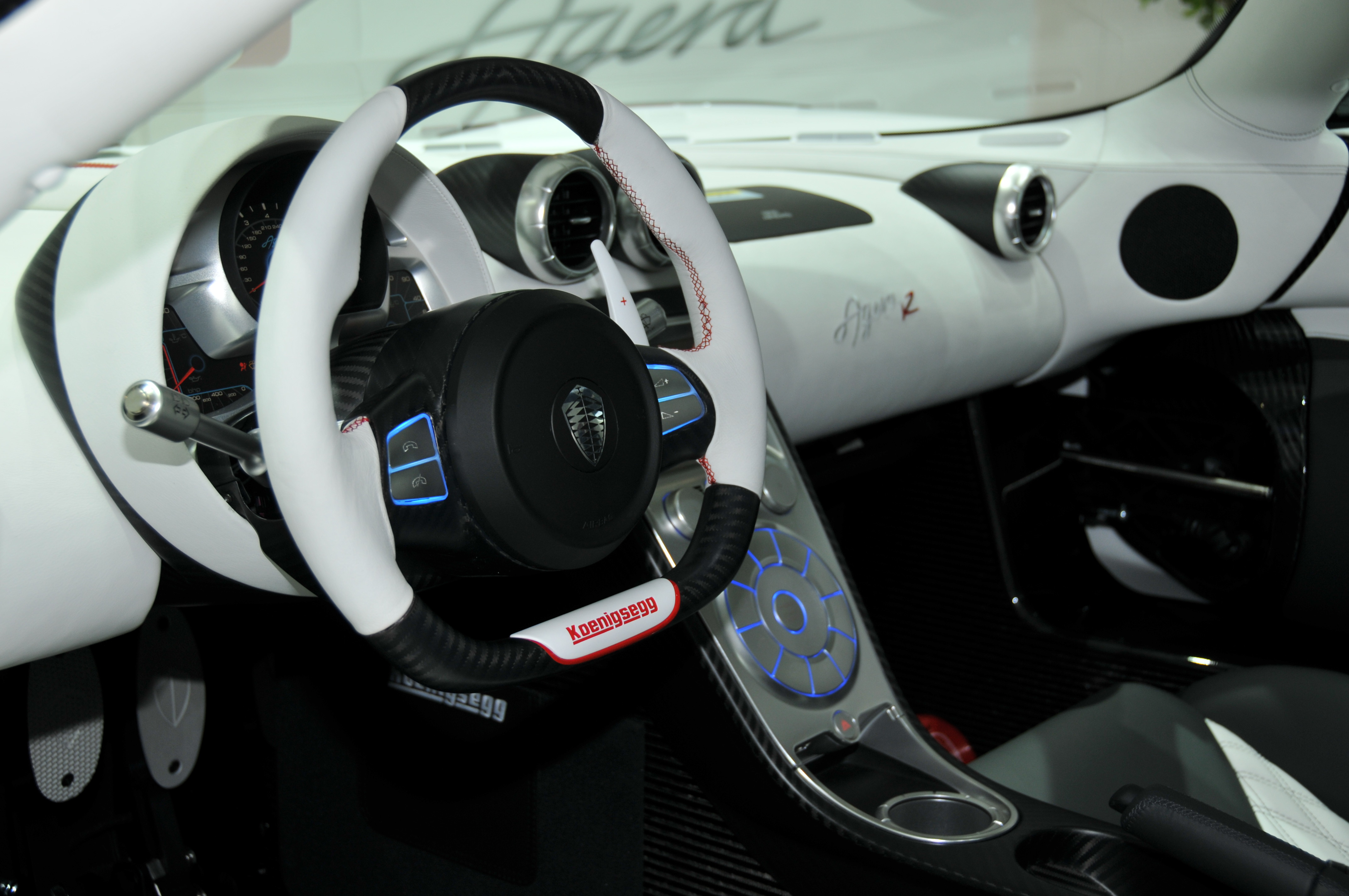
Kokpit Koenigsegga Agery R

## Dane techniczne

### Silnik
- V8 90° 5,0 l (5032 cm³) 32V (32 zawory/4V na cylinder) DOHC Twin-turbo
- Układ zasilania: wtrysk
- Średnica cylindra × skok tłoka: 91,70 mm × 95,25 mm
- Stopień sprężania: 9,0:1

Paliwo bioetanol E85:
- Moc maksymalna: 1140 KM (960 kW) przy 7500 obr./min.
- Moment obrotowy: 1000 N•m przy 2700-6170 obr./min
- Maksymalny moment obrotowy: 1200 N•m przy 4100 obr./min
- Pe 27,2 atm
- Średnia prędkość tłoka 23,8 m/sek.

Paliwo benzyna PB95:
- Moc maksymalna: 940 KM (690kW)

### Osiągi
- Prędkość maksymalna: 416 km/h
- Przyspieszenie 0-100 km/h: 2,9 s
- Przyspieszenie 0-200 km/h 7,5 s
- Przyspieszenie i Hamowanie 0-200-0 km/h 12,7 s
- Hamowanie 100-0 km/h 30,5 m
- Maksymalne przyspieszenie boczne: 1,6 g